# Emiliano Zapata, Sinaloa
Emiliano Zapata är en ort i Mexiko.   Den ligger i kommunen Rosario och delstaten Sinaloa, i den centrala delen av landet, 800 km nordväst om huvudstaden Mexico City. Emiliano Zapata ligger 26 meter över havet och antalet invånare är 302.
Terrängen runt Emiliano Zapata är huvudsakligen platt, men österut är den kuperad. Runt Emiliano Zapata är det glesbefolkat, med 15 invånare per kvadratkilometer. Närmaste större samhälle är Escuinapa de Hidalgo, 13,0 km sydost om Emiliano Zapata. Omgivningarna runt Emiliano Zapata är en mosaik av jordbruksmark och naturlig växtlighet.